# قصر تمجوت
قصر تمجوت هو قصرٌ (قريةٌ محصنة) في المغرب، يقعُ في منطقة الروحا. بني هذا القصر بتقنية التربة المدكوكة، حيثُ استعمل فيه الطين. تبلغ مساحته 0.40 هكتار.